# Islamul în Republica Moldova
     <1% (Cehia, Estonia, Finlanda, Ungaria, Islanda, Irlanda, Letonia, Lituania, Republica Moldova, Polonia, Portugalia, România, Slovacia)
     1%-2% (Belarus, Croația, Italia, Malta, Monaco, Ucraina)
     2%-4% (Andorra, Danemarca, Luxemburg, Norvegia, Serbia, Slovenia, Spania)
     4%-5% (Germania, Grecia, Liechtenstein, Elveția, Marea Britanie)
     5%-10% (Austria, Belgia, Franța, Olanda, Suedia, Georgia)
     10%-20% (Bulgaria, Cipru, Muntenegru, Rusia)
     20%-30%
     30%-40% (Macedonia)
     40%-50% (Bosnia și Herțegovina)
     50%-60%
     60%-70%  (Albania)
     70%-80%
     80%-90% (Kosovo)
     90%-95%
     95%-100% (Turcia)
Potrivit recensământului din 2004, în Republica Moldova erau 1.667 de musulmani.
Conform datelor Departamentului de Stat al Statelor Unite, există o mică comunitate musulmană în Republica Moldova, numărând probabil câteva mii de persoane. Potrivit Ligii Islamice din Moldova (LIM), numărul adepților este de circa 17 mii, cifră cel mai probabil supraestimată.

## Istorie

### Conflictul privind neînregistrarea cultului
Datorită refuzului autorităților de la Chișinău de accepta înregistrarea comunității musulmane la data de 11 iulie 2005, ambasadorul OSCE, William Hill i-a scris ministrului moldovean, Andrei Stratan, la data de 28 iunie 2006, în aceeași zi în care Organizația Spirituală a Musulmanilor din Moldova, condusă de Talgat Masaev a depus o nouă cerere în acest sens. Purtătorul de cuvânt al misiunii OSCE, Claus Neukirch a declarat că misiunea nu a primit niciun răspuns. Misiunea a monitorizat încercările comunității musulmane de a obține recunoașterea oficială a credinței Islamice și înregistrarea comunităților din anul 2002, dar toate aceste încercări au eșuat. ,,Moldova ar trebui să înregistreze comunitățile musulmane așa cum celelalte comunități religioase sunt înregistrate", a spus Neukirch.
La 14 martie 2011, Ministerul Justiției al Republicii Moldova a înregistrat „Cultul religios Liga Islamică din Republica Moldova” (LIM), care are drept scop reunirea asociațiilor musulmane din RM și reprezentarea intereselor acestora în țară și străinătate.
În prezent Președintele Ligii Islamice din Republica Moldova este D-nul Sergiu Sochircă.

## Liga Islamică din Moldova

### Obiectivele LIM
Obiectivul primordial a Ligii Islamice din Republica Moldova (LIM) este de a asigura condiții benefice pentru ca credincioșii să-și manifeste canoanele religioase în conformitate cu Cartea Sfântă a musulmanilor – Coranul.
Una din scopurile principale a LIM – consolidarea relațiilor dintre asociațiile musulmane a diferitor naționalități pe baza cunoștințelor religioase, care au fost transmise de Profetului Mahomed, pacea (Pacea și binecuvântarea lui Allah fie asupra lui) fără careva denaturări, pe baza unor convingeri unice, departe de extremități și extremism.
Direcțiile principale de activitate a LIM – răspândirea de cunoștințe corecte în ce privește Islamul și opunerea față de curentele ideologice extremiste, dându-se drept islamice.
Musulmanii Republicii Moldova au reușit deschis să-și declare apartenența religioasă, liber să-și manifeste convingerile religioase, de a promova valorile islamice.
Liga Islamică din Republica Moldova este chemată să coordoneze evoluția și dezvoltarea Islamului din RM.

## Legături externe
- Islamul în Republica Moldova (1) Arhivat în 29 ianuarie 2020, la Wayback Machine. Jurnal de Chișinău, 14.02.2012
- Islamul în Republica Moldova (2) Arhivat în 2 februarie 2016, la Wayback Machine. Jurnal de Chișinău, 14.02.2012
- Islamul, oficial in Republica Moldova. Mitropolitul Vladimir: „Intr-o tara crestina consider ca este o injosire pentru crestinii ortdocsi” 18.04.2011
- Islamul a devenit religie cu drepturi depline în Republica Moldova